# Haag (Germania)
Haag è un comune tedesco di 937 abitanti, situato nel land della Baviera.